# Игор Црнадак
Игор Црнадак (Задар, СФРЈ, 28. јул 1972) српски је политичар, економиста и новинар. Садашњи је народни посланик у Народној скупштини Републике Српске и потпредсједник Партије демократског прогреса (ПДП). Бивши је министар иностраних послова у Савјету министара Босне и Херцеговине.

## Биографија
Игор Црнадак је рођен 28. јула 1972. године у Задру, СФРЈ. Основну школу и гимназију завршио је у Бањој Луци. Дипломирао је на бањалучком Економском факултету (2004). Члан је Партије демократског прогреса (ПДП) од 1999. године, а од 2011. њен је генерални секретар. Од 2007. до 2009. био је замјеник министра одбране у Савјету министара Босне и Херцеговине. Дана 31. марта 2015. именован је за министра иностраних послова. На октобарским општим изборима 2018. изабран је за народног посланика у Народној скупштини Републике Српске.